# 제17회 부산국제어린이청소년영화제
제17회 부산국제어린이청소년영화제는 2022년 7월 8일에 열린 시상식이다.

## 수상 및 후보

### 마법의 필름 상
- 시각장애인 - 진 제프리 수상
- 소통의 구멍 - 표트르 카즈미어자크 수상
- 할머니와 참새 - 마르코 아라우조 돌라도 수상

### 마음의 별빛 상
- 라스트 필름 쇼 - 판 나린 수상
- 아빠는 외계인 - 박주희 수상

### 파란하늘상
- 반장선거 - 강미승 수상
- 바람과 함께 사라지다 - 김민섭 수상
- 줄 - 류성환 수상

### 넓은바다상
- 반복되는 문 - 한주헌 외 2명 수상
- 마니또 - 김규리 수상
- 나비잠 - 이정서 외 2명 수상

### 맑은바람상
- 나쁜 아이 - 슬기로운 초등생활 수상
- 행운의 지갑 - 백율 수상
- 내 감정은 WATER - 유성은 수상

### 이야기놀이상
- 나쁜 아이 - 슬기로운 초등생활 수상

### 아시아타이업상
- 냉장고를 끌고 다니는 여자 - 김경범 수상

### 사미르나스르 상
- 나쁜 아이 - 슬기로운 초등생활 수상
- 행운의 지갑 - 백율 수상
- 내 감정은 WATER - 유성은 수상

### 부마특별상
- 코끼리가 도시로 온다면 - 니코스 디디미오티스 외 1명 수상
- 너 자신을 걸어라 - 롤라 파리야 외 1명 수상
- 혁명 속 부부 - 안토닌 코브 외 1명 수상

### 레디~액션! 12
- 움직이는 의자 - 벤자민 디아스 코스타 재단 재학생
- 시각장애인 - 프로젝트 그룹 7학년
- 사랑은 타이밍 - 임경준
- 나쁜 아이 - 슬기로운 초등생활
- 나무 위에 앉은 새 - 엘리펀트 영화교육협회
- 파수야들과 구름 - 팅 역 위엔
- ‘10초 후’맛 사탕 - 김동욱
- 코끼리가 도시로 온다면 - 니코스 디디미오티스 외 1명
- 반복되는 문 - 한주헌 외 2명
- 반장선거 - 강미승

### 레디~액션! 15
- 배려 - 밍 펑 고 외 3명
- 여정 - 카 와이 라이 외 2명
- 리암버틀러와 친구들 - 리암 버틀러
- 뽑기통 - 카밀라 야쿠보바
- 너 자신을 걸어라 - 롤라 파리야 외 1명
- 나의 새로운 길 - 다비드 세구라 외 3명
- 소통의 구멍 - 표트르 카즈미어자크
- 행운의 지갑 - 백율
- 마니또 - 김규리
- 바람과 함께 사라지다 - 김민섭

### 레디~액션! 18
- 가치 시야 - 로이신 레비사힌
- 내 감정은 WATER - 유성은
- 친애하는 편견에게 - 요한나 할바트슐라거
- 모습 - 이주왕
- 책갈피 - 이혜빈
- 소라소리 - 김정민
- 산책 - 김윤아
- 하나뿐인 - 도채언
- 혁명 속 부부 - 안토닌 코브 외 1명
- 아빠에게 - 와카 위카이어 제임스
- 할머니와 참새 - 마르코 아라우조 돌라도
- 넋풀이 - 박준서
- 나비잠 - 이정서 외 2명
- 소녀의 꿈 - 김서연
- 냉장고를 끌고 다니는 여자 - 김경범
- 생계형 급행열차 - 아드리아나 이르미나 마르케스
- 줄 - 류성환
- 스카이 - 송유진
- 물 속에서 - 미셸 데버
- 달려 - 홍예인

### 야외극장-달빛별빛
- 스트레스 제로 - 이대희
- 몬스터 싱어: 매직 인 파리 - 비보 버거론
- 라라와 크리스마스 요정 - 윌 아슈르스트
- 굴뚝마을의 푸펠 - 히로타 유스케

### 나를 찾아서
- 하늘의 트럼펫 - 라칸 마야시
- 여름의 끝자락 - 클라우디아 케스카
- 머리끈, 달걀, 숙제노트 - 루오 런샤우
- 아빠의 신발 - 올하 주르바
- 새처럼 자유롭게 - 아넬리스 크럭
- 하얀 담요 - 테포 아이락시넨
- 조용한 메아리 - 수만 센
- 이건 모두 소금 때문이야 - 마리아 크리스티나 페레즈
- 선샤인 모텔 - 로시타 볼커르스
- 카인의 아이들 - 케티 스타모
- 자호리 - 마리 알레산드리니
- 소년, 조니 - 사무엘 테이스
- 내일 - 피에트로 마르첼로 외 2명
- 이웃들 - 마노 카릴
- 태양의 아이들 - 마지드 마지디
- 우리 아빠는 소시지 - 아눅 포투니어
- 바닷마을 소년들 - 아프신 하시미
- 하늘을 나는 방법 - 라디보예 안드리치
- 야생 호랑이 곁의 꿈 - 라스 몽타그
- 내일은 스모왕 - 일리야 에르몰로프

### 너와 더불어
- K의 사건 - 오즈구르 아닐
- 용덕마을 - 김하영
- 어느 오후 - 루이 청
- 여우들의 여왕 - 마리아나 로셋
- 높은 하늘, 낮은 땅 - 마리아 에릭슨-헤트
- 용기를 내! - 아드리언 모이스 덜린
- 가만히 서 있는 소녀 - 주안나 토스테
- 아지트: 잃어버린 패치를 찾아서 - 박지연
- 헤어지지 않아 - 하이니 키쉬
- 키즈 컵 - 라인 해트랜드
- 우리 모두 다함께 - 피에르 피아르
- 아이들의 숨바꼭질 - 안나 시친스카야
- 애플데이 - 마흐무드 가파리
- 우마 서먼이 왔다 - 수지 로드
- 수네 - 여름축제 대소동 - 엘란 베스코브
- 단서를 찾아라: 몰타 미스터리 - 탈레 페르센
- 나이트 포레스트 - 안드레 회어만 외 1명
- 할로윈의 추적단 - 필립 페데르센
- 태일이 - 홍준표
- 최고의 생일이야! - 미카엘 에크블라드
- 밤세와 친구들: 화산섬 대모험 - 크리스티앙 릴테니우스

### 다름 안에서
- 타리 - 이스마일 파미 루비쉬
- 그들의 아침 - 조르디 비날다
- 룸룸과 자넷 - 크리스티 고
- 브리지트 바르도 - 카길 보쿠트
- 상륙 - 카이사 펜틸라
- 자연 동화 - 아이리스 바글라네아
- 오늘의 초능력 - 이민섭
- 종이비행기 - 시우 메이 쿠 외 3명
- 의자 - 라파엘레 살바지올라
- 내 이름은 말룸 - 루이자 코페티
- 미래의 아이들에게 - 프란츠 뵘
- 난 너의 하스나 - 다이나 아메르
- 남매의 경계선 - 플로랑스 미알레
- 차별 - 김지운 외 1명
- 텃밭이 있는 학교 - 마크 베르케르크
- 깐부 - 프라순 차터지
- 울야는 못말려 - 바르바라 크로넨베르크
- 마이 써니 마드 - 미카엘라 파브라토바
- 로봇 브라더 - 프레더릭 멜달 노르가드
- 꿀꿀 - 마샤 할버스타드
- 가브리엘라 - 엔젤리 브로버그
- 곤충들의 정원 - 이네서 컬키리타이트
- 플레이그라운드 - 로라 완델

### 경계를 넘어
- 할아버지의 낚시 창고 - 발렌타인 롤랜드 외 5명
- 하늘을 나는 거위 - 제이드 차스탄 외 5명
- 타데오 - 마리아나 무시
- 우주비행사 - 레옹 골터만
- 사부작사부작 - 쿠엔틴 하버햄
- 삐로삐로 - 백미영
- 리토와 펭찌: 무모한 모험 - 김소희
- 내 친구 호랑이 - 타티아나 키셀리바
- 거울 - 산나 더 프리스
- 아빠는 외계인 - 박주희
- 로봇과 데이지 - 비올라 폴라도르
- 우리들의 섬 - 프란체스코 로루소
- 해가 뜨는 원리 - 예 송
- 낮은 중력 - 제이콥 렌버
- 투명인간 빈스키 - 유하 울리요키
- 캡틴 노바 - 마우리스 트러우보스트
- 신데렐라를 위한 세 가지 소원 - 세실리 A 모슬리
- 나후엘과 마법의 책 - 게르만 아쿠냐
- 아빠 무민의 모험 - 이라 카르페란
- 문바운드 - 알리 사마디 아하디
- 날아라 털뭉치: 미래를 구하자! - 주나 테나
- 내 이름은 비니 - 슬로보단 막시모비크
- 매직 피라미드의 비밀 - 루카 델라 그로타
- 래빗 아카데미: 미션! 부활절달걀 수호대 - 우테 폰 뮌쇼폴
- 야콥 코는 마법 코 - 더 차우 엔지오
- 오글리스: 웰컴 투 냄새 마을 - 토비 젠켈 외 1명

### 특별전: 채널1016
- 우연히 나쁘게 - 김예원
- 마리아와 비욘세 - 송예찬
- 대리시험 - 김나경
- 5교시 참관수업 - 윤승건
- 죽고 싶은 학생 - 박준혁
- 시스터후드 - 디나 두마
- 버림받은 자식들 - 가엘 모렐
- 미얀마의 봄 -파둑 혁명 - 잔느 할러시
- 파르하 - 다린 살람
- 유니 - 카밀라 안디니

### 바로, 씽!
- 야콥 코는 마법 코 - 더 차우 엔지오
- 곤충들의 정원 - 이네서 컬키리타이트

### 완두콩극장: 슈링겔국제어린이청소년영화제
- 털복숭이 알파벳 - 엘리자 플로시니아크 알바레즈
- 보푸라기 - 알렉스 뷰렉
- 우린 함께야 - 마리아 슈미트
- 고양이 호수 도시 - 안첸 헤인
- 빨강 - 첸 양
- 아방카르드 - 스텔라 레이스
- 두려움을 알려주마! - 엘리자 플로시니아크 알바레즈
- 토비와 터보버스 - 베레나 펠스
- 에드가와 여우 - 폴린 코트만